# Endochilus brunneocinctus
Endochilus brunneocinctus – gatunek chrząszcza z rodziny biedronkowatych i podrodziny Coccinellinae.
Gatunek ten został opisany w 1930 roku przez Alberta Sicarda.
Chrząszcz o ciele długości od 3,8 do 4 mm. Głowa czarniawa z brązowawymi czułkami i wargą górną. Przedpelcze czarniawe, umiarkowanie szeroko obrzeżone. Obrzeżenia pokryw niezbyt szerokie, rzadko i krótko oszczecinione. Pokrywy głównie ciemnoczerwone. Linie zabiodrza na pierwszym widocznym sternicie odwłoka na środku szeroko rozdzielone. U obu płci widoczne 5 sternitów odwłokowych, przy czym u samców krawędź tylna piątego jest słabo obrębiona. Prącie z pojedynczym spiczastym wyrostkiem wierzchołkowym.
Gatunek afrotropikalny, znany z Kamerunu, Gabonu i Demokratycznej Republiki Konga.